# 新迫志希
新迫 志希（しんさこ しき、1997年（平成9年）4月28日 - ）は、日本の陸上競技選手、長距離走専門、早稲田大学卒業、Team Nitro所属。

## 経歴
広島県東広島市出身。兄の影響で地元志和中学で1年から陸上を始めた。3年次に、全日中陸上3000m3位、ジュニアオリンピックＡ男子3000mでは、太田智樹（静岡・浜松浜名中、早稲田大学でチームメイトとなる）、羽生拓矢（千葉・印西中）についで、8分25秒65で3位 に入り、翌13年1月の全国都道府県対抗男子駅伝では、2区8分29秒で区間新記録 を樹立、中学生部門のMVPを獲得。中学時代の同級生にお笑いタレントの藤澤ひろがいる。
2013年世羅高校に進学。国民体育大会3000mでは3位に入った。
2014年インターハイでは9位。バンコク（タイ）で開かれた第2回ユースオリンピック陸上競技アジア地域予選の3000mに出場し4位だった。また、国体5000m日本人トップの2位となり、世代トップレベルに躍り出た。
11月の中国実業団記録会で10000m29分07秒06をマーク。
2015年全国高校駅伝 都大路では、7区区間2位の走りで世羅高の2年連続9回めの優勝に貢献した。
2016年早稲田大学スポーツ科学部に進学。
ホクレン・ディスタンス2016 北見大会の5000mにて、13分47秒97を記録し、自己記録を大幅に更新した。
9月3日全日本インカレ5000mに出場し13分55秒34で4位だった。
早稲田大学卒業後は中国電力に入社。しかし成績不振でニューイヤー駅伝出走を果たせず、2022年10月9日、10月4日付で退部、引退したことを自身のツイッターで発表した。
2023年6月1日、実業団を引退した選手により構成されるクラブチーム「Team Nitro」のメンバーとして活動することがTeam NitroのInstagramで発表された。東日本実業団駅伝に出場し、クラブチームの最上位を目指すという。

## 戦績

### 大学駅伝成績
| 学年               | 出雲駅伝                     | 全日本大学駅伝              | 箱根駅伝                         |
| ------------------ | ---------------------------- | --------------------------- | -------------------------------- |
| 1年生 （2016年度） | 第28回 2区-区間12位 17分43秒 | 第48回 5区-区間2位 35分12秒 | 第93回 ― - ― 出走なし            |
| 2年生 （2017年度） | 第29回 4区-区間10位 19分41秒 | 第49回 3区-区間9位 28分01秒 | 第94回 ― - ― 出走なし            |
| 3年生 （2018年度） | 第30回 4区-区間11位 18分35秒 | 第50回 ― - ― 出走なし       | 第95回 9区-区間9位 1時間11分00秒 |
| 4年生 （2019年度） | 第31回 不出場                | 第51回 7区-区間9位 53分35秒 | 第96回 9区-区間4位 1時間09分17秒 |

## 自己記録
- 1500m- 3分51秒07 （2017年4月8日：東京六大学対校陸上競技大会）
- 5000m- 13分47秒97 （2016年7月14日：ホクレン・ディスタンスチャレンジ北見大会）
- 10000m- 28分55秒78 （2019年11月23日：10000m記録挑戦競技会）
- ハーフマラソン- 1時間04分03秒 （2018年11月18日：上尾シティハーフマラソン）